# 접붙이기

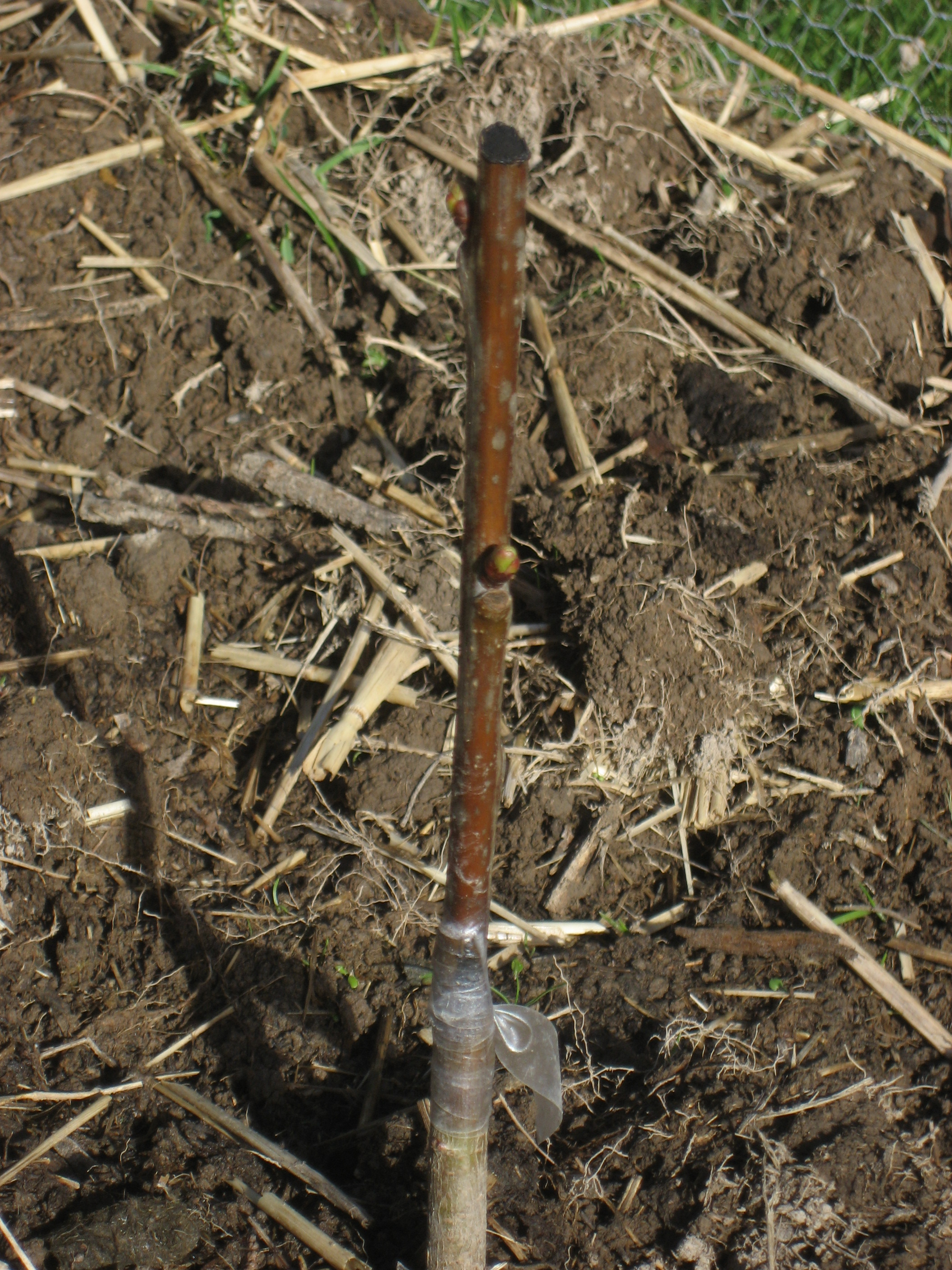
접목 부분에서 대목과 접수를 묶는 데 테이프가 사용되었으며, 접수가 건조되지 않도록 보호하기 위해 타르가 사용되었다.

접붙이기(椄붙이기) 또는 접목(Grafting, 椄木)은 식물의 일부를 떼어 다른 식물에 붙이는 작업이다. 위에 붙이는 부분을 접지(椄枝) 또는 접수(椄穗), 접순(椄荀)이라하고, 바탕이 되는 뿌리 쪽을 접본(椄本) 또는 대목(臺木), 접그루, 밑그루, 밑나무라고 한다.

## 이용
병충해에 강한 작물을 얻는데 이용되기도 하고, 귤나무 중 씨앗이 없는 품종을 증식하기 위해 이용되기도 한다. 한국 등지에서는 씨앗이 없는 귤을 늘리기 위해 탱자에 접붙이기를 한다. 토지를 집약적으로 이용하여 한 식물에서 다양한 작물을 얻기 위해 서로 유용한 부위가 다른 작물을 접붙이기도 한다. 토마토와 감자를 접붙이면 포마토가 되고, 가지에 감자를 접붙이면 가지감자가 되고, 흰무와 배추를 접붙이면 무추가 된다.

## 같이 보기
- 꺾꽂이